# Eutelsat 9B
Eutelsat 9B ist ein kommerzieller Kommunikationssatellit der Europäischen Firma Eutelsat mit Sitz in Paris.
Er wurde am 27. Januar 2016 um 22:20 UTC mit einer Proton M Trägerrakete vom Raketenstartplatz Baikonur in eine geostationäre Umlaufbahn gebracht.
Der dreiachsenstabilisierte Satellit ist mit 60 Ku-Band Transpondern ausgerüstet und soll von der Position 9° Ost aus Europa mit Fernsehen versorgen. Vier der Transponder sind regional ausgerichtet. Er wurde auf Basis des Satellitenbus Eurostar-3000 der Airbus Defence and Space gebaut und besitzt eine geplante Lebensdauer von 15 Jahren. Er wurde im Oktober 2011 bestellt. Zusätzlich zu seiner Kommunikationsnutzlast für Eutelsat wird er auch die erste Datenrelais-Nutzlast für das Europäische Datenrelais-Satelliten-System (EDRS) befördern. Das EDRS-System wird über eine öffentlich-private Partnerschaft zwischen Astrium und der Europäischen Weltraumorganisation ESA umgesetzt und bietet durch seine Telekommunikationssatelliten im geostationären Orbit eine bidirektionale Datenrelais-Kommunikation zwischen erdnahen Erdbeobachtungssatelliten und deren Bodensegment bei sehr hohen Übertragungsraten.

## Empfang
Der Satellit hat 6 Ausleuchtzonen:
- 1 Widebeam: ist auf DACH, Benelux, Frankreich und Italien ausgerichtet, lässt sich aber auch in ganz Europa, an der afrikanischen Nordküste, den Atlantikinseln, großen Teilen der arabischen Halbinsel und allen asiatischen Ländern nördlich Indiens empfangen, sofern der Satellit sichtbar ist. Der Widebeam ist die mit Abstand am meisten genutzte Ausleuchtzone des Satelliten. Auch große Teile des KabelKiosk befinden sich hier.
- 5 Spotbeams:
  - Griechenland: ausgerichtet auf eine Linie von Jordanien bis Großbritannien
  - Deutschland A: entgegen dem Namen ausgerichtet auf Luxemburg sowie die Slowakei und Ungarn
  - Deutschland Ge: ganz Mitteleuropa
  - Italien: Italien, Schweiz, Korsika
  - Nordisch-baltisch: ausgerichtet auf den Süden der nordischen Länder sowie den Osten und Westen der Ukraine

Verglichen mit Satelliten wie Astra 2E fallen die Spotbeams am Rand nur schwach ab. Da sich allerdings die nordisch-baltische und die italienische Ausleuchtzone denselben Frequenzbereich teilen, löschen sich gleichzeitig belegte Transponder außerhalb ihres angedachten Bereichs aus.